# 昏酔強盗罪
昏酔強盗罪（こんすいごうとうざい）は、刑法第239条で定められた罪。人の意識作用に障害を生じさせ、反抗できない状態に陥れて財物を盗取することを内容とする。
報道では「昏睡強盗」と表記する場合がある。これは酒に限定せず薬物なども含む表現として分かりやすいことから「昏睡」を使用している。
強盗罪の構成要件では捕捉しきれない行為(単なる「昏酔」は暴行によらない傷害である)に強盗罪の規定を適用するために設けられた規定(拡張類型)の一つであり、同趣旨の規定として事後強盗罪（238条）がある。両者を併せて「準強盗罪」とよばれ、強盗として論じられる。すなわち、法定刑や強盗致死傷罪等の適用において強盗罪と同様に扱われる。
暴行によって昏酔させた場合は強盗罪の構成要件(暴行または脅迫を用いて人の財物を強取する)に該当するから、昏酔強盗罪ではなく強盗罪が成立する。また、昏酔の意識障害は当罪の構成要件要素であるから、強盗致傷罪の構成要件要素とはならない。
なお、ドイツ刑法では規定がなく、解釈上、暴行による強盗罪とされ、強盗罪として処罰されている。
警視庁管内では、外国人女性らがマッサージ、飲食店の呼び込みを行い店舗内で提供された一杯目の飲料中に薬物が混入され客が意識を喪失した間に現金の強盗、クレジットカード、キャッシュカードの不正利用が行われる事例が多発している。